# Fürstendenkmal Langenrehm

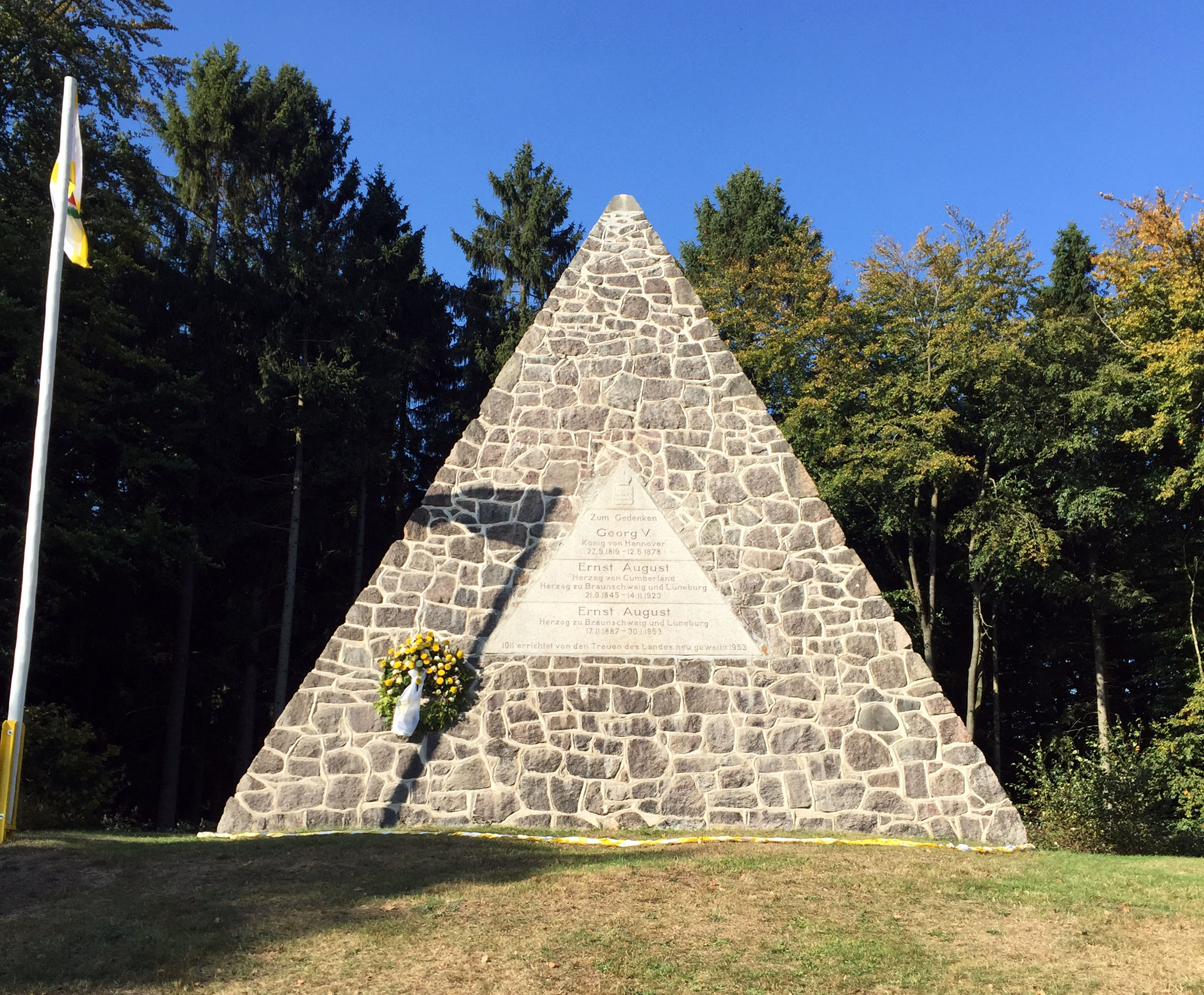
Fürstendenkmal bei Langenrehm

Das Fürstendenkmal Langenrehm ist ein dem letzten König des Königreichs Hannover gewidmetes Denkmal bei Langenrehm und Gegendenkmal zum ehemaligen Bismarckturm auf dem Kiekeberg.

## Beschreibung
Es wurde 1911 als kleiner Tetraeder aus Granitsteinen errichtet, 1953 neu geweiht und zuletzt 2014 restauriert. Seine Inschrift erinnert an:
- Georg V. (1819–1878), den letzten König des Königreichs Hannover,
- Ernst August von Hannover (1845–1923), den letzten Kronprinzen dieses Königreichs, Herzog von Cumberland (1866–1923) und Herzog zu Braunschweig und Lüneburg, und an
- Ernst August von Braunschweig (1887–1953), Herzog zu Braunschweig und Lüneburg.

## Lage
Es steht im heutigen Gemeindegebiet von Rosengarten bei Langenrehm im niedersächsischen Landkreis Harburg, westlich des Übergangsbereichs vom Gannaberg zum nördlich anschließenden Hülsenberg auf der zwischen den Kreisstraßen 26 und 52 liegenden Anhöhe Vogelhüttenberg auf einer Höhe von circa 130 m in den Harburger Bergen.

## Geschichte
In der Hochphase der Bismarck-Verehrung sollte Anfang des 20. Jahrhunderts auch auf dem Kiekeberg in der Nachbargemeinde Vahrendorf ein Bismarckdenkmal entstehen. Nach der Annexion des Königreichs Hannover durch Preußen in Folge des Deutschen Kriegs und der Schlacht bei Langensalza herrschte noch 40 Jahre später ein Groll unter Anhängern des Welfenhauses. Eine Gruppe um den antipreußischen „Hannoverschen Club“ zu Harburg gelang es bereits ein Jahr vor der Fertigstellung des Bismarckturms, ihr Fürstendenkmal in Gedenken an den letzten König von Hannover Georg V. am 24. September 1911 einzuweihen.
Das Grundstück dafür stiftete der Landwirt und Veteran der Schlacht von Langensalza Heinrich Seckerdiek.
Der damalige Landrat Felix Rötger versuchte Seckerdiek von dem Vorhaben abzubringen, darauf soll dieser ihm geantwortet haben:

“Dat will ik Ihnen, Herr Landrat, man seggen, hier up düssen Barg kümmt dat Denkmol vör unsen König to stahn. Dör näben ist noch 'n Barg, dor künnt se mientwägen een Denkmol vor Bismarck henstellen, denn künnt alle dei Lüd, de unsen König beseuken wüllt, gliek seihn, wer unsen König dat Land stahlen hett.”